# クリス・カッテン
クリス・カッテン（Chris Kattan, 1970年10月19日 - ）は、アメリカ合衆国の俳優、コメディアン、脚本家、声優である。

## 来歴
俳優、コメディアンとして知られるカッテンは、1970年にカリフォルニア州ロサンゼルス市シャーマンオークス地区で生まれた。俳優である父親キップ・キングはユダヤ系イラク人で、母親はハンガリー系ユダヤ人であった。カッテンの幼少期に両親が離婚したことを機に、ワシントン州へ移っている。
しばらくしてコメディアンを目指すようになり、ロサンゼルスを拠点に活動していたコメディ劇団「ザ・グラウンドリングス」に参加。同劇団には、かつてのオリジナル・メンバーとして父親も所属していた。その後、ニューヨークへ渡ったカッテンは、人気テレビ番組の『サタデー・ナイト・ライブ』にレギュラー出演するようになり、徐々に知名度を上げていく。そこで作り上げたキャラクターは、お茶の間からの人気も得て多くのファンを生んだ。
1998年には同じく『サタデー・ナイト・ライブ』で活躍していたウィル・フェレルと組んで『ロクスベリー・ナイト・フィーバー』に初主演し、映画デビューを果たした。『サタデー・ナイト・ライブ』のレギュラー出演を終えた後は役者としての活動を本格的に始め、ブロードウェイデビューも果たす。テレビにおいてはCBS系のクイズ番組の司会も務めている。

### 私生活
2008年6月28日、カリフォルニア州オークハーストでモデルのサンシャイン・デイア・タットと結婚するも、その2か月後には別居が報じられる。2009年2月、正式に離婚した。
2014年2月10日、処方箋薬の影響下で自動車事故を起こし、バランス感覚などを調べる飲酒検査もパスできなかったことから逮捕された。

## 出演作品

### 映画
- ロクスベリー・ナイト・フィーバー（英語版） A Night at the Roxbury  (1998) ※主演
- TATARI タタリ House on Haunted Hill (1999)
- モンキーボーン Monkeybone (2001)
- コーキー・ロマーノ FBI潜入捜査官? Corky Romano (2001) ※主演
- アンダーカバー・ブラザー（英語版） Undercover Brother (2002)
- Adam & Steve (2005)
- ワイルド・オブ・ザ・デッド（英語版） Undead or Alive (2007) ※主演
- 美少女探偵ナンシー・ドリュー Nancy Drew (2007)
- Christmas in Wonderland (2007)
- Tanner Hall (2007)
- ガンズ・アンド・ギャンブラー Guns, Girls and Gambling (2012)
- Hollywood & Wine (2010)
- ブロンド・ボンバーガールズ（英語版） Hard Breakers (2012)
- Slightly Single in L.A. (2012)
- Crazy Enough (2013) ※主演
- リディキュラス・シックス The Ridiculous 6 (2015)

### テレビ番組
- NewsRadio (1995)
- Grace Under Fire (1996)
- サタデー・ナイト・ライブ Saturday Night Live (1996-2006)
- Bollywood Hero (2009) ※主演
- ザ・ミドル 中流家族のフツーの幸せ The Middle (2009-2014)
- ママと恋に落ちるまで How I Met Your Mother (2010-2014)

### 声の出演
- Aqua Teen Hunger Force Colon Movie Film for Theaters (2007)
- デルゴ（英語版） Delgo (2008)
- ジェイクとネバーランドのかいぞくたち Jake and the Never Land Pirates (2014-2016)
- モンスター・ホテル2 Hotel Transylvania 2　(2015)
- バニキュラ Bunnicula (2016-) ※主演